# Doñinos de Salamanca
Doñinos de Salamanca es un municipio y localidad española de la provincia de Salamanca, en la comunidad autónoma de Castilla y León. Se integra dentro de la comarca del Campo de Salamanca (Campo Charro). Pertenece al partido judicial de Salamanca.
Su término municipal está formado por las localidades de Argentina, Doñinos de Salamanca, El Pegollo, San Julián de la Valmuza y Santibáñez del Río. Ocupa una superficie total de 14,05 km² y según los datos demográficos por el INE en el año 2017, cuenta con 2014 habitantes.

## Geografía
Integrado en la comarca de Campo de Salamanca, se sitúa a 7 kilómetros de la capital provincial. El relieve del municipio es predominantemente llano, con ligeras ondulaciones, que tiene su nivel más bajo en la zona de la ribera del río Tormes, que hace de límite con Villamayor. La altitud oscila entre los 862 metros al sur y los 765 metros a orillas del río Tormes. El pueblo se alza a 826 metros sobre el nivel del mar. 
| Noroeste: Parada de Arriba                          | Norte: Carrascal de Barregas y Villamayor | Nordeste: Villamayor |
| Oeste: Galindo y Perahuy                            |                                           | Este: Salamanca      |
| Suroeste: Galindo y Perahuy y Carrascal de Barregas | Sur: Carrascal de Barregas                | Sureste: Salamanca   |

## Historia

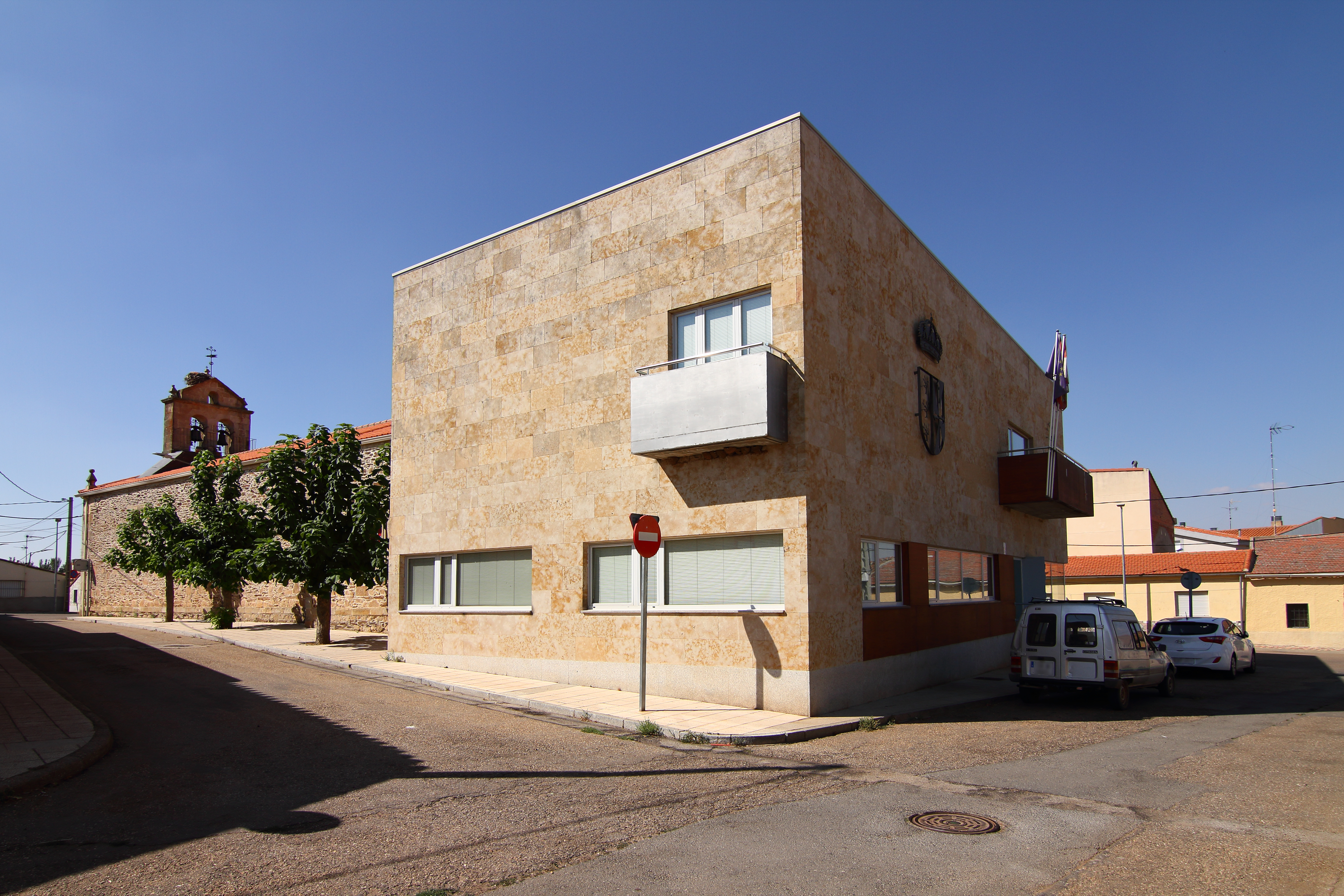
Casa consistorial

Fundado en la Edad Moderna, el término de Doñinos, en el que ya estaban poblados Santibáñez del Río y San Julián de la Valmuza, quedó integrado en la Edad Media en el cuarto de Baños de la jurisdicción de Salamanca, dentro del reino de León. A comienzos del siglo XVII Doñinos no pasaba de ser un reducido núcleo agrario, una finca, de no más de seis vecinos que dependía en lo eclesiástico de Carrascal de Barregas.
El crecimiento de Doñinos en los siglos XVII y XVIII lo convirtió en municipio, del que pasaron a depender Santibáñez del Río y El Pegollo y, como tal municipio, con la creación de las actuales provincias en 1833, Doñinos de Salamanca quedó encuadrado en la provincia de Salamanca, dentro de la Región Leonesa. En 1842 el municipio de Doñinos contaba ya con 140 habitantes y 28 vecinos.

## Demografía
Doñinos de Salamanca cuenta con una población de 2209 habitantes (INE 2024).
| Gráfica de evolución demográfica de Doñinos de Salamanca entre 1842 y 2021                                                                                   |
| |
| Población de derecho según los censos de población del INE Población de hecho según los censos de población del INEEn este censo se denominaba Doñinos: 1842 |

### Núcleos de población

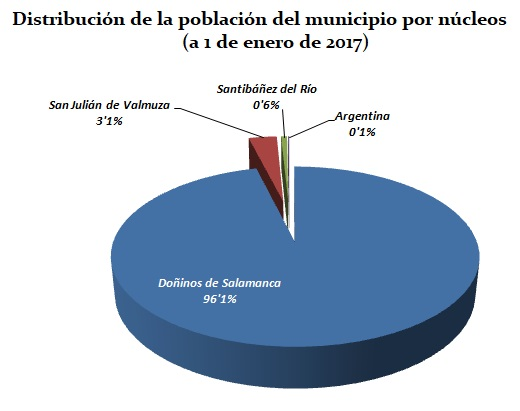
Distribución de la población por núcleos en el municipio de Doñinos de Salamanca, a 1 de enero de 2017

El municipio se divide en varios núcleos de población, que poseían la siguiente población en 2017 según el INE.
| Núcleo de población      | Población |
| ------------------------ | --------- |
| Doñinos de Salamanca     | 1936      |
| San Julián de la Valmuza | 62        |
| Santibáñez del Río       | 13        |
| Argentina                | 3         |
| El Pegollo               | 0         |

### Transporte
El municipio se integra dentro del área metropolitana de Salamanca, a menos de 10 km del centro de la capital, por lo que está muy bien comunicado por carretera y cuenta en las inmediaciones con acceso directo a la autovía de Castilla que une Burgos con la frontera con Portugal, a la autovía Ruta de la Plata que une Gijón con Sevilla y a la carretera N-620, que actúa como primera circunvalación sur de la ciudad, permitiendo todas ellas unas comunicaciones rápidas de Doñinos con el resto del país.
Al ser una localidad del área metropolitana de Salamanca, dispone de una línea propia de autobús, operada por la empresa Arribes Bus S.L. que la unen con la capital provincial. Además también pasan otras líneas operadas por esta misma empresa que la unen con diversos puntos de la provincia.
Destacan además la carretera CL-517 que nace en el municipio y llega hasta la frontera con Portugal en la zona de La Fregeneda a través de Vitigudino, así como la carretera DSA-504 que también nace en el municipio, en el entronque con la anterior y lo une con Almenara de Tormes.
En cuanto al transporte público se refiere, tras el cierre de la ruta ferroviaria de la Vía de la Plata, no existen servicios de tren en el municipio ni en los vecinos, siendo la estación de Salamanca la más cercana. Cuenta con un servicio regular de autobús que une con la capital provincial con varias frecuencias por hora en los días laborables que disminuyen en los sábados y domingos. Por otro lado el aeropuerto de Salamanca es el más cercano, estando a unos 26 km de distancia.

## Véase también

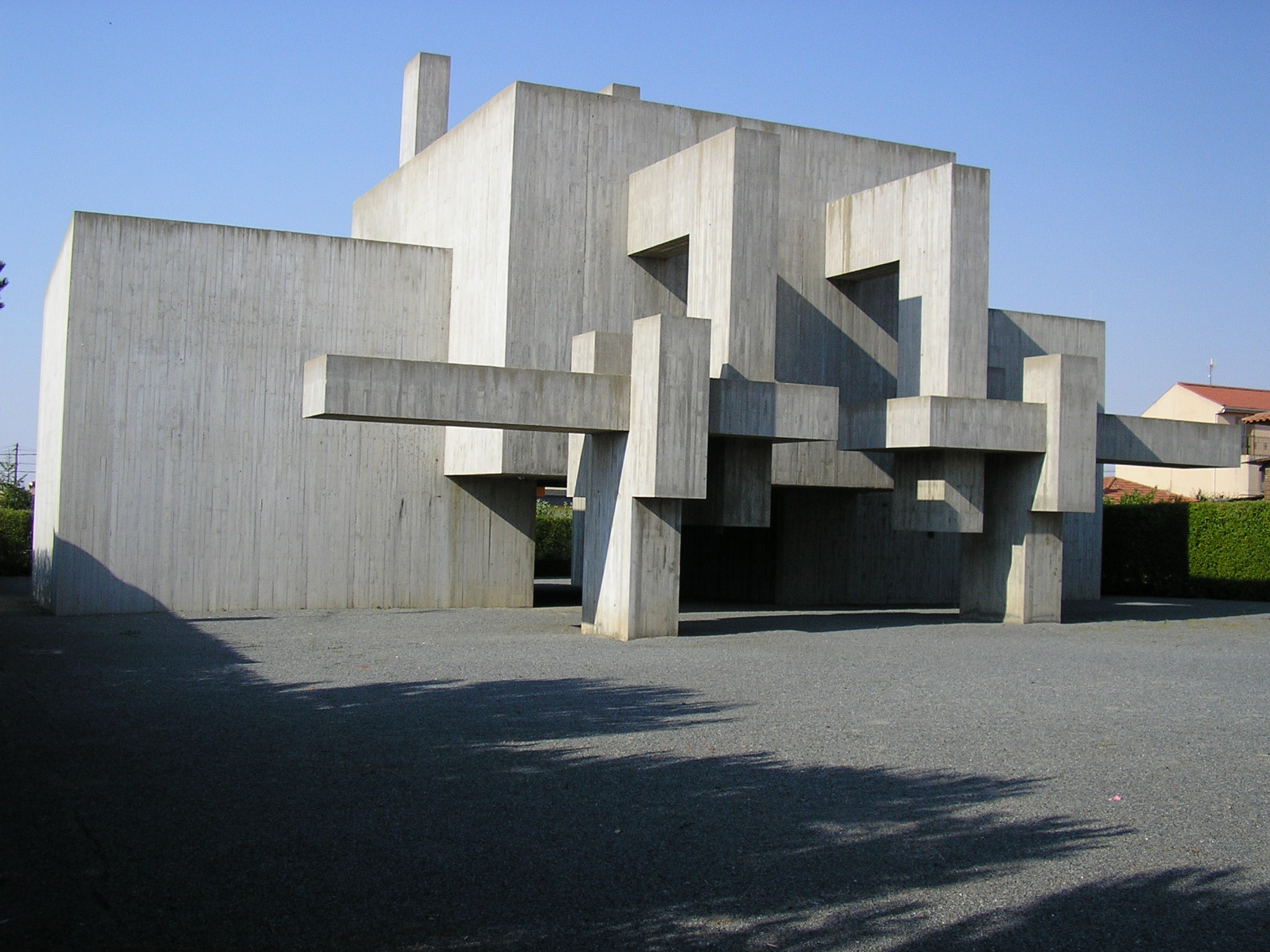
Museo Ángel Mateos

## Administración y política
| Periodo   | Nombre                         | Partido | Partido                                  |
| --------- | ------------------------------ | ------- | ---------------------------------------- |
| 2003-2015 | María del Carmen García Romero |         | Partido Socialista Obrero Español (PSOE) |
| 2015-2024 | Manuel Hernández Pérez         |         | Ciudadanos (CS)                          |
| 2024-act. | Agustín Rodríguez Marcos       |         | Partido Popular (PP)                     |

| Partido político                         | 2023  | 2023  | 2023       | 2019  | 2019  | 2019       | 2015  | 2015  | 2015       | 2011  | 2011  | 2011       | 2007  | 2007  | 2007       | 2003  | 2003  | 2003       |
| Partido político                         | %     | Votos | Concejales | %     | Votos | Concejales | %     | Votos | Concejales | %     | Votos | Concejales | %     | Votos | Concejales | %     | Votos | Concejales |
| Ciudadanos (CS)                          | 42,38 | 484   | 5          | 48,19 | 520   | 6          | 28,94 | 270   | 3          | —     | —     | —          | —     | —     | —          | —     | —     | —          |
| Partido Popular (PP)                     | 29,94 | 342   | 3          | 26,88 | 290   | 3          | 21,76 | 203   | 2          | 43,18 | 383   | 4          | 40,17 | 276   | 3          | 32,73 | 163   | 2          |
| Partido Socialista Obrero Español (PSOE) | 15,41 | 176   | 2          | 22,34 | 241   | 2          | 45,12 | 421   | 4          | 46,22 | 410   | 5          | 52,69 | 362   | 4          | 62,85 | 313   | 5          |
| Vox                                      | 10,94 | 125   | 1          | —     | —     | —          | —     | —     | —          | —     | —     | —          | —     | —     | —          | —     | —     | —          |
| Unión Progreso y Democracia (UPyD)       | —     | —     | —          | —     | —     | —          | 1,71  | 16    | 0          | —     | —     | —          | —     | —     | —          | —     | —     | —          |
| Coalición SI por Salamanca (SI)          | —     | —     | —          | —     | —     | —          | —     | —     | —          | 7,67  | 65    | 0          | —     | —     | —          | —     | —     | —          |
| Unión del Pueblo Salmantino (UPSa)       | —     | —     | —          | —     | —     | —          | —     | —     | —          | —     | —     | —          | 5,09  | 35    | 0          | —     | —     | —          |